# وولسک
شهر وولسک (به روسی: Вольск) در کشور روسیه و در اوبلاست ساراتوف واقع شده‌است.